# Casa Torre de Artzamendi

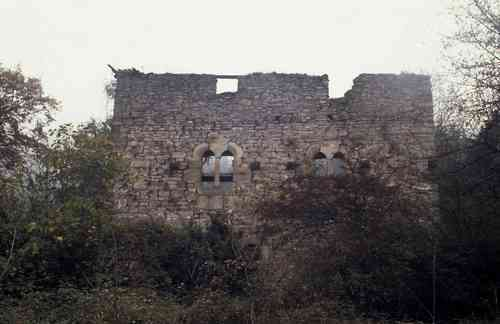
La casa torre de Artzamendi en 1987

La Casa Torre de Artzamendi es una antigua construcción situada en la localidad guipuzcoana de Vergara en el País Vasco, España. Este edificio es del siglo XV y perteneció a una tipología edificatoria muy extendida en el País Vasco en la Baja Edad Media.
Se conservan parte de los muros laterales en los que destacan algunos elementos de interés histórico-arquitectónico, como un gran arco de acceso apuntado y adovelado, una ventana apuntada, otra pequeña ventana en arco conopial, ventanas geminadas ojivales y una línea de modillones, elementos todos ellos realizados en piedra de sillería.